# 루네 템테
루네 템테(노르웨이어: Rune Temte, 1965년 11월 29일 ~ )는 노르웨이의 배우이다.

## 출연 작품
- 캡틴 마블 (2019)
- 핀란드 메탈밴드 (2018)
- 독수리 에디 (2016)